# حكاية بيتر الأرنب
 حكاية بيتر الأرنب هو كتاب للأطفال كتبته ورسمته بياتريكس بوتر عام 1893، وتمت طباعته ونشره بشكل خاص عام 1901، لرفضه من عدة دور نشر. ولكن عام 1902م تم إصدار طبعة تجارية لقصة بيتر رابيت من دار النشر الإنجليزية فريدريك وارن. بيعت نحو 45 مليون نسخة من القصة مما جعلها من أفضل القصص وأكثرها مبيعاً في العالم؛ وترجمت القصة لنحو 36 لغة وذلك للنجاح الساحق الذي أحرزته. في البداية لم يكن نشر القصة هو الهدف الرئيسي لبياتركس بوتر، فقد كتبتها لنويل موور الذي يبلغ من العمر 5 سنوات ابن مربيتها السابقة، تروي فيها قصة بيتر رابيت الأرنب المشاكس الصغير الذي كان يهرب من المنزل ليفسد حديقة السيد «ماكريجور» ثم يعود للمنزل لتضعه أمه في سريره بعد أن يشرب شاي البابونج. لم تكتفي بوتر بالنجاح الذي أحرزته القصة فحسب، ففي عام 1903 أخذت بوتر براءة اختراع دمية محشوة لبيتر رابيت. وما لبثت حتى صنعت لعبة أخرى مما زاد معدلات البيع للسلع لكل من الأطفال والبالغين، بما في ذلك الألعاب والأطباق والأطعمة والملابس ومقاطع الفيديو.

## الإنشاء والتأليف
كانت شخصية بيتر رابيت مستوحاة من أرنب صغير كانت تربيه «بوتر» في فترة طفولتها وكانت قد سمته ببيتر بيببر. بدأت «بوتر» تجسد هذه الشخصية بدايةً في رسائلها لأطفال مربيتها السابقة «آني مور» والتي أدركت الإمكانيات التجارية لهذه الشخصيات حيث كان لها الفضل في اقتراحها على الآنسة «بوتر» على أن تحول هذه الرسائل لقصص، وبالفعل أخذت الآنسة بوتر في اقتراحها واستعارت الرسائل التي كانت ترسلها لأطفال «آني» وأختارت الرسالة المرسلة في الرابع من سبتمبر إلى «نويل موور» مختارة القصة المنشودة: بيتر رابيت.
بينت الآنسة ليندا لير (الكاتبة لسيرة «بوتر» الذاتية) لقد كانت الرسالة الأصلية قصيرة جدًا لتكون رسالة مما دفع «بوتر» لإضافة بعض النصوص والرسومات التوضيحية بالأبيض والأسود لجعلها أكثر تشويقاً وكان هذا من شأنه إبطاء السرد وإضفاء جو من الانسجام مما يعطي القارئ شعوراً كبيراً بمرور الوقت، وبعد هذا قامت بنسخه على كتاب من غلاف صلب ورسم صورة لبيتر رابيت على الغلاف وهو يحتسي شاي البابونج.

## تاريخ النشر ومراحله

### الطبعة الخاصة

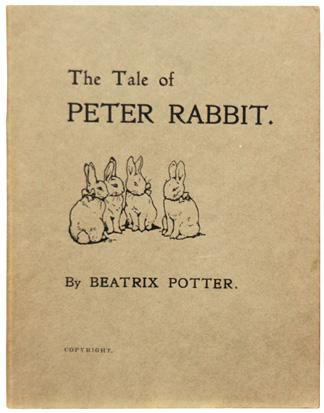
غلاف حكاية بيتر المنشورة عام 1901.

بينت (لير) أن القصة في البداية كانت تحت عنوان بيتر رابيت وحديقة السيد ماكجريجور وعندما أرسلت للنشر كان النص قد تم رفضه من قِبل عدة دور نشر بما فيهم دار فريدريك وارن ولكن بعد عقد من الزمان كانو قد أبدو اهتمامهم في تبني عملها. في عام 1900 كانت القصة منشورة ومتوفرة بأسعار في متناول الأيدي. وبالرغم من الإحباط الذي أصاب (بوتر) إثراً الرفض الذي تعرضت له كانت قد تبنت شكل وأسلوب قصة سامبو الأسود الصغير للكاتبة هيلين بانرمان. محددة سعر القصة أيضًا فقررت نشر القصة بنفسها وفي 16 ديسمبر 1901 نشرت أول 250 نسخة من طبعتها الخاصة «حكاية بيتر رابيت» «جاهزة للتوزيع على العائلة والأصدقاء».

### الطبعة التجارية الأولى
وكما ذكرت «لير» في سيرة بوتر الذاتية أنه في عام 1990 علّق أحد أفراد عائلة بوتر المعروف بالكاهن هارديويك راونسلي على القصة قائلاً «إنه نصٌّ تعليميٌ مروع بشتى المقاييس، ناهيك عن الرسومات الرديئة والنص غير المنقح من قِبل دار فريدريك وارن للنشر.» إن هذا الاهتمام الذي تحفز بسبب «حكاية بيتر رابيت» خلق منافسة عند ناشري وارن بينهم وبين عدد من قصص الأطفال القصيرة الناجحة في السوق. كان ورن قد أراد الرسوم التوضيحية الملونة في جميع أنحاء حكاية بيتر الأرنب واقترح قطع الرسوم التوضيحية من «اثنين وأربعين إلى اثنين وثلاثين ... ووضع علامة على أي منها يمكن إزالته». رفضت بوتر في البدايةً فكرة الرسوم التوضيحية الملونة رفضاً قاطعاً ثم أدركت فيما بعد أن عنادها كان خطأً فأرسلت إلى وارن العديد من الرسوم التوضيحية الملونة إلى جانب نسخة من طبعتها الخاصة التي سلمها وارن بعد ذلك إلى المصور البارز في مجال كتب الأطفال ل. ليزلي بروك ليسأله عن رأيه المهني.
أعجب بروك بعمل بوتر ولحسن الصدفة زامنت توصيته بتوجه جديد مفاجئ في سوق قصص الأطفال القصيرة.
في هذه الأثناء وبينما كانت بوتر تقوم بتوزيع نسخ من طبعتها الخاصة على العائلة والأصدقاء قام الكاتب الشهير المحتذى به وقتها آرثر كونان دويل مبتكر شخصية شرلوك هولمز بالحصول على نسخة لأطفاله. وعندما تم بيع أول 250 نسخة خاصة، تم إعداد 200 نسخة أخرى. توصلت «بوتر» إلى اتفاق مع وارن من أجل نشر تجاري أولي مكون من 5000 نسخة. استمرت المفاوضات حتى العام التالي ولكن تم توقيع العقد أخيرًا في يونيو 1902. شاركت بوتر في نشر الطبعة التجارية وإعادة الرسم عند الضرورة وإجراء تعديلات طفيفة على النثر وتنقيح النص. تم إرسال مجموعة الرسوم التوضيحية والنص إلى مطبعة إدموند إيفانز لنقشها على الصفحات وتعديلها أضافت لير أنه حتى قبل نشر الحكاية في أوائل أكتوبر 1902، تم بيع أول 8000 نسخة وبحلول نهاية العام كان هناك 28000 نسخة من حكاية بيتر أرنب قيد الطباعة وبحلول منتصف عام 1903، كان هناك إصدار خامس بألوان زاهية حيثُ كانت هذه الطبعة السادسة خلال الشهر وفي النهاية وبعد سنة من النشر التجاري الأول كانت محصلة النسخ المطبوعة تساوي 56,470 نسخة.

### الطبعة الأمريكية
فشلت دار فريدريك وارن للنشر والوزيع في نشر القصة في الولايات المتحدة الأمريكية مما ترتب عليه ظهور نسخ غير مرخصة للقصة في السوق عام 1903 (أي أن بوتر لم يردها أي نقود منها)، بدأت الخسارة المالية الهائلة تكبر مع الوقت وبالنسبة لـ«بوتر» فإنها لم تفقد الأمل بل حققت نجاحاً باهراً بنشرها قصة جديدة تحت عنوان حكاية السنجاب نكتن والتي ألهمت بها بعد عودة والدها من مركز بيرلينجتون في مايفير في عيد الميلاد المجيد ومعه لعبة على شكل سنجاب يدعى نكتن.

## الثناء والنقد الأدبي

### الثناء الأدبي
وصفت حكاية الأرنب بيتر على إنَّها الكلاسيكية التي تبشر بإنعاش رواية القصص الأمريكية. يشرح رامون روس في مناقشة الفرق بين القصص التي ترضي السرد والقصص التي ترضي القراءة أن بيتر رابيت هي قصة تم إنشاؤها للقراءة. وهو يعتقد أن بوتر قد مزجت جيدًا بين التشويق والتوتر حيث تمزج الهدوء بالحركة ويوصف أسلوبها في الكتابة قائلاً: «اقتصاد الكلمات، الكتابة الواضحة» حيث تصل بشكل جيد للقراء.
كتبت لير في السيرة الذتية لبوتر أنه «في الواقع خلقت بوتر نوعاً جديداً في مجال الخرافات الحيوانية حيث تتصرف الحيوانات في قصصها كالبشر لكن بغرائز حيوانية حقيقية ووصفت الرسوم توضيحية بأنها سهلة الاستيعاب وممتازة من الناحية الفنية وبأن الذي رسمها فنان ذو تفكير علمي». كما أوضحت «لير» أن طبيعة بيتر مألوفة لهواة الأرانب «ويصادق عليها أولئك الذين ليسوا من هواة الأرانب...لأن تصويرها يصف الفهم العالمي لسلوك الأرانب.»

## روابط خارجية
- حكاية بيتر الأرنب على موقع الموسوعة البريطانية (الإنجليزية)

كتاب مجاني: The Tale of Peter Rabbit على مشروع غوتنبرغ
- The Tale of Peter Rabbit Audio Book at Project Gutenberg
- The Tale of Peter Rabbit public domain audiobook at LibriVox
- The Tale of Peter Rabbit Semantic ebook نسخة محفوظة 2 فبراير 2016 على موقع واي باك مشين. at Linkgua Books
- The Tale of Peter Rabbit Digital Book at The University of Iowa Libraries (Adobe Flash|Flash)
- World of Peter Rabbit: A website maintained by Potter's first publisher Frederick Warne & Co.